# Нуклеарни магнетон
Нуклеарни магнетон је изведена јединица за мерење магнетног момента неутрона и атомских језгра. 
Дефинисан је као :
{\displaystyle \mu _{n}={{e_{0}\hbar } \over {2m_{p}}}}
{\displaystyle e_{0}} - основно (елементарно) наелектрисање,
{\displaystyle \hbar } - Редукована Планкова константа,
{\displaystyle m_{p}} - маса протона
Основна јединица у СИ систему је {\displaystyle \mu _{n}} = 5.050 783 43(43) × 10-27 A·m² (Ампера на квадратни метар).